# Elspeetsche Heide
De Elspeetsche Heide is een natuurgebied van 768 hectare, gelegen ten noorden van Elspeet in de Gelderse gemeente Nunspeet.
Samen met de wat kleinere Westeindsche Heide maakt dit aaneengesloten heidegebied deel uit van het Natura 2000-gebied de Veluwe. Het gebied is bezit van de gemeente Nunspeet. Het gebied wordt doorsneden door N310, de weg van Elspeet naar het noordelijker gelegen Nunspeet.
Oorspronkelijk was dit een bosgebied. Na het kappen van de bomen gebruikten de boeren van Elspeet en omgeving het gebied eeuwenlang voor de schapenhouderij. Door deze begrazing ontstond een uitgestrekt heideveld dat tot de Tweede Wereldoorlog dienstdeed voor de mestproductie. Al in de eerste helft van de twintigste eeuw verminderde de vraag naar mest en werden heidegebieden weer bebost. De Elspeetsche Heide bleef echter bestaan en kreeg na de Tweede Wereldoorlog een militaire bestemming. Het ministerie van defensie gebruikte het gebied als militair oefenterrein, waar een kilometerslange tankbaan werd aangelegd bestemd voor het oefenen met tanks door de cavalerie. In 1995 werd het gebied afgestoten door defensie als oefengebied. Het gebied wordt weer begraasd door schaapskuddes.

## Vliegveld en ploegvoren
In de jaren dertig van de 20e eeuw zijn (nooit gerealiseerde) plannen gemaakt voor aanleg van vliegvelden op het heideveld. In de Tweede Wereldoorlog is door de Duitse bezetters gestart met de aanleg van een landingsbaan maar door het aanbrengen van diepe voren met een ploeg door boeren en verzetsstrijders is deze nooit in gebruik genomen.

## Markante punten
In het oostelijk deel van het gebied bevindt zich — ruim een kilometer ten zuidwesten van Vierhouten — een replica van een grafheuvel. De replica laat een half opengewerkte grafheuvel uit de Nieuwe Steentijd zien en toont welke sporen er gevonden zijn. Aan de zuidzijde van het oostelijk deel van het gebied is een monument geplaatst ter gelegenheid van het 25-jarig bestaan van het wandelplatform in 2005. In het westelijk deel van het gebied is de Liesberg, een heuvel van circa 41 meter hoog, een opvallend punt in het landschap.

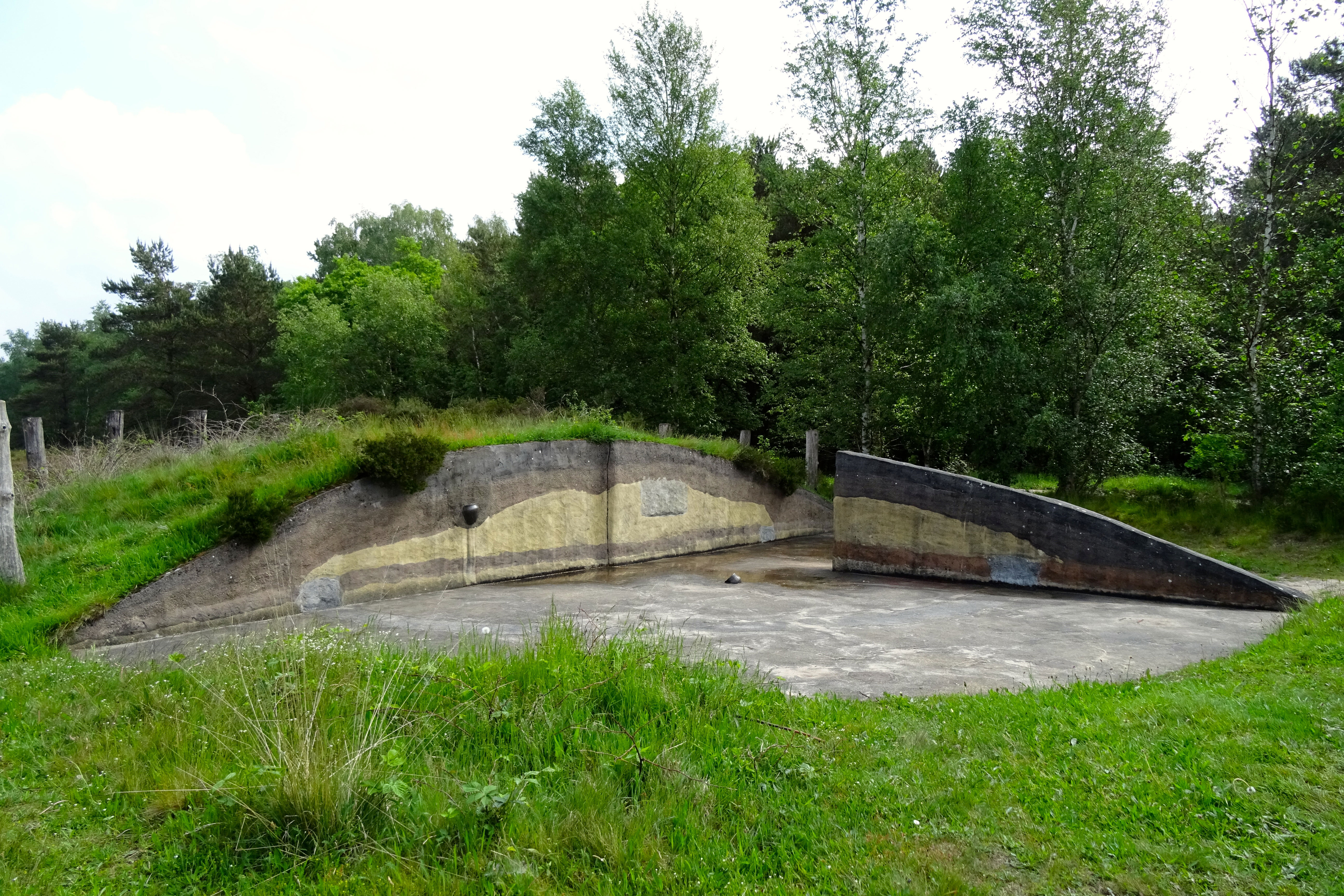
Replica van een grafheuvel op de Elspeetsche Heide
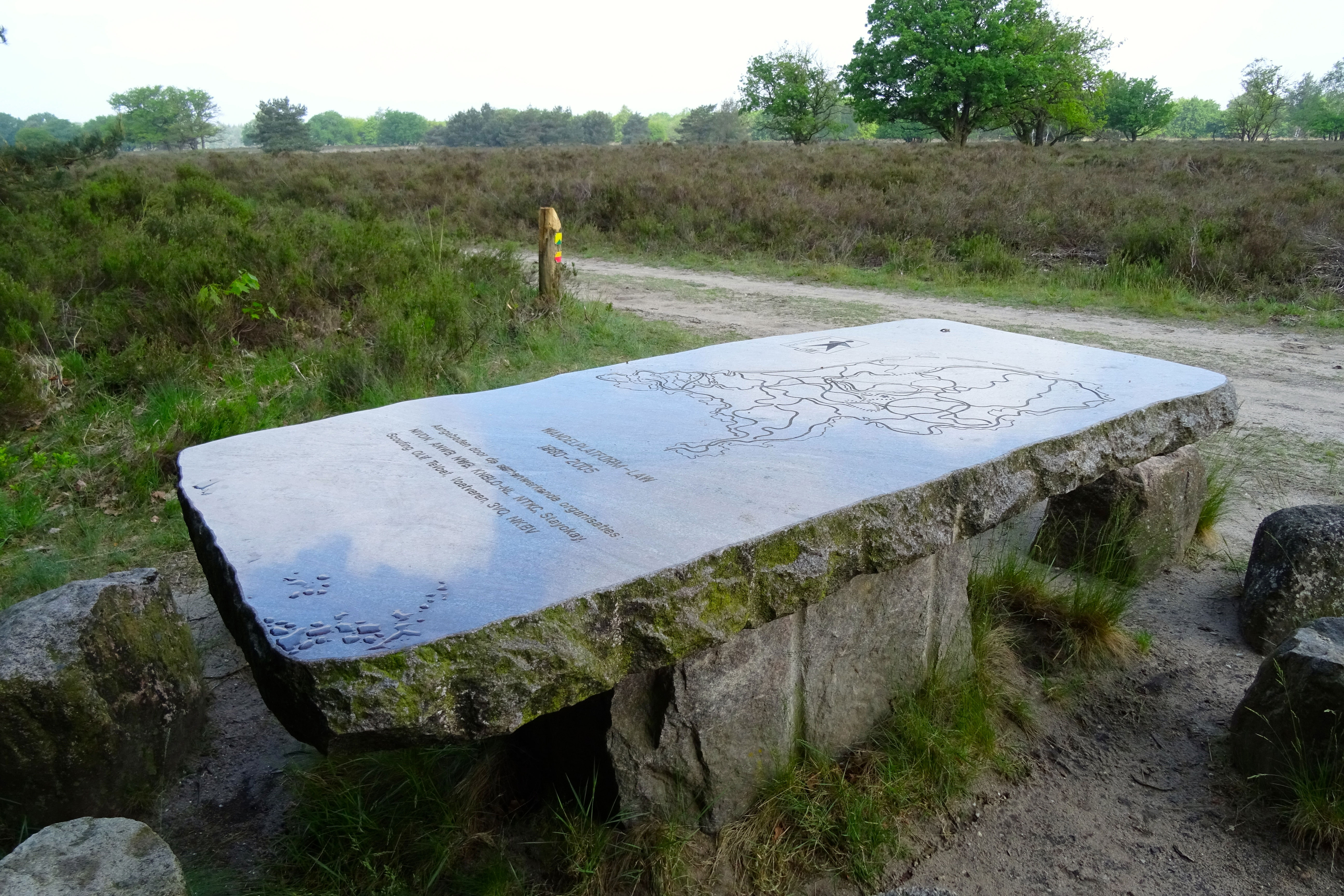
Monument ter herinnering van het 25-jarig bestaan van het wandelplatform LAW (1980-2005)
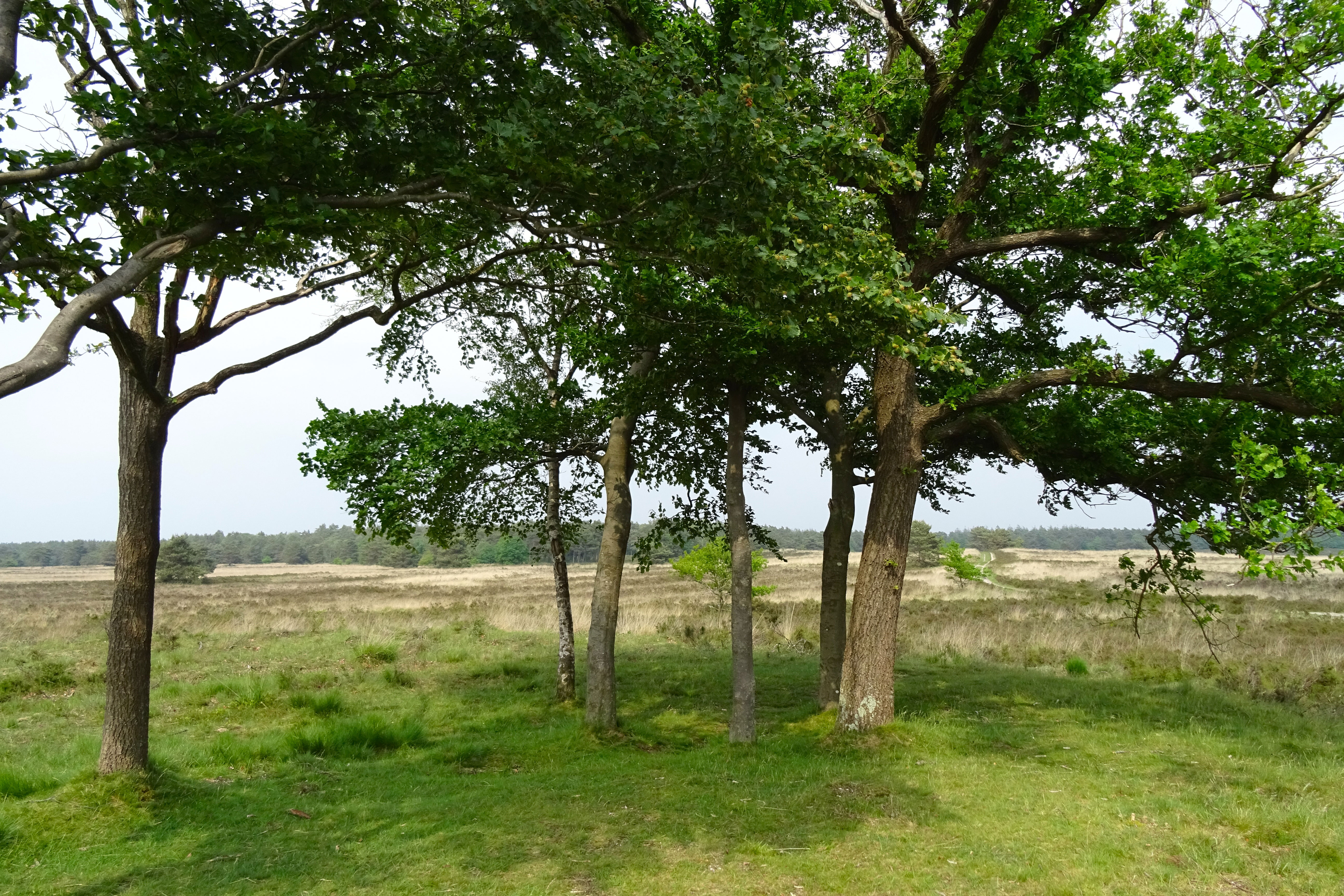
Zicht vanaf de Liesberg